# 白蕩南站
白荡南站位于中华人民共和国江苏省苏州市相城区常台高速公路以东、阳澄湖大道以北地塊地下，是苏州地铁7号线地铁车站。7号线于2024年12月1日开通時因為本站周邊尚未開發而暫緩開通。

## 车站结构
本站为地下二层岛式车站。

### 楼层分布
| 地面 |                    | 出入口                                 |  |  |
| -1层 | 站厅               | 售票机、客务中心、车站控制室、检票闸机 |  |  |
| -2层 |                    | 7号线 往木里（板泾）                   |  |  |
|      | 岛式站台，左侧开门 |                                        |  |  |
|      |                    | 7号线 往常楼（白荡北）                 |  |  |